# Stazione di Ponte San Pietro
Stazione di Ponte San Pietro vasútállomás Olaszországban, Lombardia régióban, Ponte San Pietro településen.

## Vasútvonalak
Az állomást az alábbi vasútvonalak érintik:
- Lecco–Brescia-vasútvonal
- Seregno–Bergamo-vasútvonal

## Kapcsolódó állomások
A vasútállomáshoz az alábbi állomások vannak a legközelebb:
- Stazione di Bergamo ( – 2017. december 10., Seregno–Bergamo-vasútvonal, Lecco–Brescia-vasútvonal, kelet)
- Stazione di Ambivere-Mapello (Stazione di Lecco, Lecco–Brescia-vasútvonal, északnyugat)
- Stazione di Terno (Seregno–Bergamo-vasútvonal, délnyugat)
- Bergamo Ospedale railway halt (Stazione di Bergamo, Lecco–Brescia-vasútvonal)